# Mustela subpalmata
La comadreja egipcia, (Mustela subpalmata) es una especie de mamífero mustélido que habita al norte de Egipto. Se encuentra confinada en el valle del Nilo inferior, entre Beni Suef al sur de Alejandría y el delta por el norte.